# Найлз, Дуглас
Дуглас Найлз (англ. Douglas Niles) — американский писатель и гейм-дизайнер, автор многих романов в жанре фэнтези. Найлз является одним из создателей мира Dragonlance и автором трёх первых романов по сеттингу Forgotten Realms.

## Биография
Родился 1 декабря 1954 года в городе Брукфилд (штат Висконсин). Он с детства увлекался героическим фэнтези и варгеймами, а во время учёбы в высшей школе начал писать рассказы и снимать небольшие любительские фильмы. Найлз окончил Университет Висконсина, специализируясь в риторике и английском языке. Спустя три года после окончания университета он женился на Кристине Шрёдер.
Найлз работал преподавателем риторики и английского языка в высшей школе города Клинтон, расположенного в тридцати милях от города Лейк Женева. 

«Однажды одна из моих учениц пришла ко мне и сказала, что не сможет присутствовать на уроке в этот день, потому что ей надо быть на интервью для журнала «People». Её звали Хейди Гайгэкс. Я спросил, почему «People» интересуется ей, и она рассказала, что её отец придумал игру Dungeons & Dragons. Конечно, я слышал о D&D, но понятия не имел, что её создатель живёт так близко от меня. На следующий день Хейди принесла мне экземпляр Dungeons & Dragons Basic Set, и два дня спустя я собрал нескольких своих друзей и провёл первую игру, в которой был ДМом.»
В январе 1982 г. Найлз начал работать в TSR в качестве гейм-дизайнера. Сперва он занимался рассмотрением идей, поступающих от любителей D&D. Его первым успехом стал модуль «Against the Cult of the Reptile God». Помимо D&D, в начале 80-х гг. Дуглас также вёл работу над другими продуктами, в частности над научно-фантастической игрой «Star Frontiers».
За время работы в TSR Найлз написал значительное количество модулей, включая X3 «Curse of Xanathon», B5 «Horror on the Hill», CM1 «Test of the Warlords», H1 «Bloodstone Pass» и серию модулей Dragonlance: DL2 «Dragons of Flame», DL6 «Dragons of Ice», DL9 «Dragons of Deceit» и военную игру DL11 «Dragons of Glory». Он работал над приложением «Battlesystem», модулями для Star Frontiers, стратегической игрой «Sirocco» (совместно с Зебом Куком) и книгами серии «Endless Quest». Найлз также участвовал в создании коробочного набора «The City of Greyhawk» (он автор входящего в коробку 96-страничного буклета «Greyhawk: Gem of the Flanaess»).
Наибольшую известность Найлзу принесли его романы по сеттингам Dragonlance («Dragons of Glory», 1986, совместно с Маргарет Уэйс; «Lords of Doom», 1986; «Dragons of Triumph», 1986; «Flint, the King», 1990, и другие) и Forgotten Realms («The Moonshae Trilogy»: «Darkwalker on Moonshae», 1987; «Black Wizards», 1988; «Darkwell», 1989; «Maztica Trilogy»: «Viperhand», 1989; «Ironhelm», 1990; «Feathered Dragon», 1991; и другие).
В настоящее время Дуглас Найлз проживает и работает в своём доме в городе Делаван (штат Висконсин). Он и его жена, Кристина, имеют двух детей, Эллисон и Давида, и двух больших собак. Найлз очень любит играть на гитаре, готовить и проводить время с семьёй.

### Забытые Королевства
Антологии:
- Королевства Магии и Лучшее в Королевствах, рассказ "Первый Лунный Источник"
- Королевства Доблести, рассказ "The Lord of Lowhill"

Трилогия "Муншае"
- Тёмные Силы над Муншае
- Чёрные Волшебники
- Тёмный Источник

Трилогия "Родина друидов"
- Пророк Муншае
- Коралловое Королевство
- Королева Друидов

Трилогия "Мацтика"
- Железный шлем
- Рука Гадюки
- Пернатый Дракон